# Regiunea Trarza
Trarza (arabă ولاية  الترارزة) este o regiune în sud-vestul Mauritaniei cu capitala la Rosso. Alte orașe importante în regiune  sunt Mederdra  și Boutilimit.  Se învecinează cu regiunile Inchiri și Adrar  la nord, Brakna  la est și statul Senegal  la sud, iar la vest este mărginit de litoralul Oceanului Atlantic. Capitala Mauritaniei Nouakchott face parte, din punct de vedere  geografic, din această regiune.
Trarza este împărțită în 6 departamente:
- Boutilimit
- Keur Massene
- Mederdra
- Ouad Naga
- R'Kiz
- Rosso